# Schiavona
La schiavona è un'arma bianca manesca del tipo spada diffusa durante il Rinascimento dalle truppe degli Schiavoni, gli oltramarini della Dalmazia al servizio della Repubblica di Venezia. Fu l'archetipo da cui svilupparono le spade con elsa a cesto del XVI-XVII secolo.

## Storia
La Schiavona era una spada d'epoca rinascimentale, sviluppata dagli schiavoni (slavonici), anche noti come oltremarini, dalmati, Croati, gli slavi che vivevano lungo le coste dalmate controllate dalla Serenissima Repubblica di Venezia. Sarebbe stata sviluppata dagli schiavoni a partire da un'arma del tipo spadona.
Gli slavoni combatterono come mercenari per Venezia lungo tutto il Cinquecento, servendo sia come fanti di marina nelle guerre continue contro l'Impero ottomano e gli uscocchi, sia come guardia a cavallo del Doge. Inizialmente nata come arma destinata alla cavalleria pesante, la schiavona si diffuse così a tutte le truppe venete.
Arma ben nota in tutta Europa grazie al continuo transito di mercenari stranieri in Italia, la schiavona raggiunse la sua massima notorietà nel XVII secolo. Esemplari funzionali o sontuosamente decorati ad uso di gala si diffusero in diverse nazioni. Esempio illustre del successo riscosso dalla schiavona fu Sir Edward Massey, governatore di Gloucester e colonnello parlamentare durante la guerra civile inglese, rappresentato con questa arma in diversi disegni dell'epoca.

## Costruzione

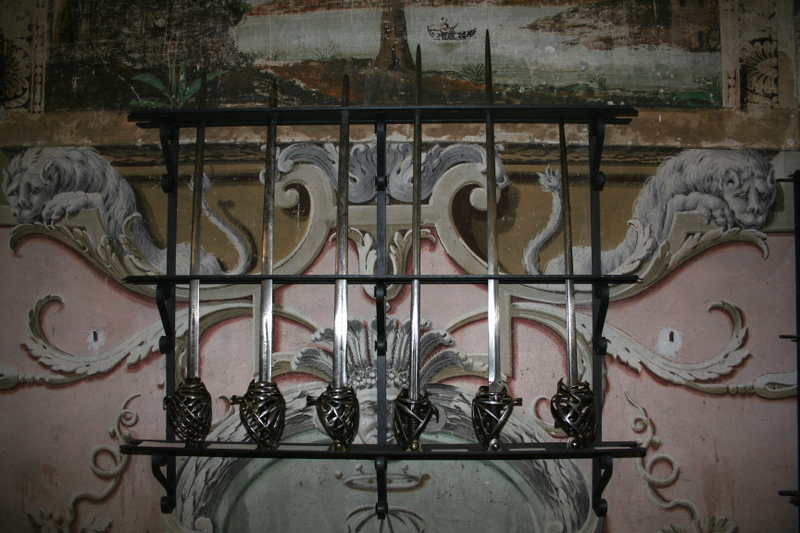
Schiavone del Museo delle armi Luigi Marzoli

La schiavona, sviluppata verso la fine del XV secolo, era una pesante spada con guardia a gabbia metallica atta a proteggere interamente la mano di colui che la brandiva e garantiva la possibilità di colpire con il pugno se l'avversario si fosse avvicinato. Il cesto para-mano era realizzato con una griglia di lamine metalliche, assicurata alla crociera ed all'arco paramano invece che al pomello. Il pomello stesso, con la sua forma a "testa di gatto" vista frontalmente, era altra caratteristica distintiva dell'arma.
La schiavona fu, di fatto, l'archetipo dal quale svilupparono le diverse spade con l'elsa a cesto europee (eccezion fatta, forse, per la "guardia di Sinclair" originale). Rispetto alla "mortuary sword" inglese ed alla "claymore con elsa a cesto" scozzese presenta un curioso alloggiamento per il pollice che dalla gabbia si protrae verso l'impugnatura.